# Baure jezik
Baure jezik (ISO 639-3: brg), jezik Bauré Indijanaca iz bolivijskog departmana Beni u provincijama Itenéz i Mamoré. Od etničkih 631 (Adelaar 2000), materinskim jezikom govori još svega 13 osoba (Adelaar 2000), a ostatak populacije služi se španjolskim, poglavito u selima San Miguel, Tujure, Cairo, Alta Gracia, Jasiaquini, Bereuro, San Francisco, San Pedro, Buena Hora, Las Peñas, Pueblo Baure i El Carmen.
Klasificira se užoj bolivijsko-paranskoj podskupini koju čini s jezicima guana [gqn] (Brazil), ignaciano [ign] (Bolivija), terêna [ter] (Brazil) i trinitario [trn] (Bolivija) Prijeti mu iščeznuće.

## Podaci
Jezik Baure se govori u bolivijskom departmanu Beni, u pokrajinama Iténez i Mamoré, između rijeka Iténez i Blanco, u općinama Baures, Huacaraje i Magdalena, posebno u gradovima Baures i El Carmen. Baure su jedno od plemena koje pripada kulturi Mojo, u kojoj su izgrađene tisuće i tisuće umjetnih humaka visine oko 20 metara sa stotinama pravokutnih jezerca dubokih 1 metar kao dio sustava uzgoja i navodnjavanja. Kad su Španjolci došli u kontakt s njima krajem 17. stoljeća, pronašli su mnoge gradove i farme u tom području, uključujući ostatke velikih hidrotehničkih objekata koji su dali trag tehničkog razvoja domorodačkih naroda u regiji. Danas je ostalo oko 40 govornika Baurea, svi stariji od 50 godina iz etničke skupine od 630 ljudi. Ozbiljno je ugrožen.

## Vanjske poveznice
- Ethnologue (14th) (engl.)
- Ethnologue (15th) (engl.)